# 二連日勤
二連日勤（にれんにっきん）とは労働形態の一種で、一度に2日分の勤務をするという意味。

## 概要
1回の勤務で2日分の日勤をする。一例を挙げる。
- 1日目……出勤（朝9時）翌日9時まで24時間拘束。但し24時間全てが労働時間ではない。
- 2日目……退勤（朝9時）この日は「明け休み」、いわゆる非番となる。明け休みとは公休には含まれない。
- 3日目……出勤（朝9時）翌日9時まで24時間拘束。
- 4日目……退勤（朝9時）この日は「明け休み」、いわゆる非番となる。
- 5日目……特休日あるいは公休日

1日目9時から翌朝9時までで2日分の「日勤」勤務を行ったものとする。
この間24時間拘束されているが、労働時間は24時間分ではなく、休憩、仮眠時間分は除かれている場合が多い（法律上は仮眠も労働時間にあたる、とする判例が圧倒的に多い）。
2日分相当の勤務であるが、出勤時数は勤務入りした日に1勤務としてあつかわれ、1箇月単位の変形労働時間制をくむ場合、
1日の法定労働時間を超えても超過勤務(時間外労働)とはならず、その日の所定労働時間を超過してはじめて残業となる。
中には暦日の24時でいったん区切り、2日出勤としているケースを散見するが、あくまで1勤務扱いであり、1勤務10時間を超過する場合、変形労働時間制のうち、1年単位の変形労働時間制は適用できない。

## 導入職種
- 公共交通機関
  - 鉄道・軌道
    - 駅務員
    - 運転士・車掌（機動改札員）
    - 車両基地・指令所の当直員
    - 鉄道設備（保線、土木、信号・通信設備および変電・送電設備）の保守および工事に従事する職員あるいはそれらを請け負う企業の社員。

  - バス・タクシー（営業所等における本番勤務者など）
- 医療・福祉従事者
  - 病院
  - 高齢者保健施設
  - 児童養護施設・乳児院において入所児童の指導・養護・保育に従事する職員
- 公務員
  - 警察官
  - 消防隊員
  - 海上保安官
  - 刑務官・法務教官
  - 児童自立支援施設において被収容生の指導・監護に従事する職員
  - 上下水道の管理に従事する職員
- 保安業務
  - 警備会社（機械警備・巡回警備）
  - 電力会社
  - 都市ガス供給業者